# 阿纳托利·阿列克谢耶维奇·诺戈维岑
阿纳托利·阿列克谢耶维奇·诺戈维岑（俄语：Анатолий Алексеевич Ноговицын；1952年4月29日—2019年11月4日）是俄罗斯联邦军事人物。担任过俄罗斯联邦武装力量总参谋部副总参谋长等职务。上将军衔。

## 生平
1973年毕业于阿爾馬維爾高等军事飞行员学校。1980年毕业于朱可夫空天防御军事学院。1992年至1994年在俄罗斯联邦武装力量总参谋部军事学院深造。
2002年1月开始担任俄罗斯空军副总司令。2008年7月被任命为俄罗斯联邦武装力量总参谋部副总参谋长。2010年3月，兼任集体安全条约组织第一副参谋长。2012年因年龄原因被解职。
诺戈维岑是俄罗斯军方在2008年南奥塞梯战争新闻发布会和记者招待会上的主要发言人之一。他致力于维护俄罗斯的立场。同年8月，他还反对美国与波兰签署反导协定，警告波兰“反导协议将使波兰成为俄军首先打击，包括核打击的目标之一”。
2019年11月4日在莫斯科去世。他于11月8日被安葬在联邦军人纪念公墓。